# Ilha baixa (geologia)

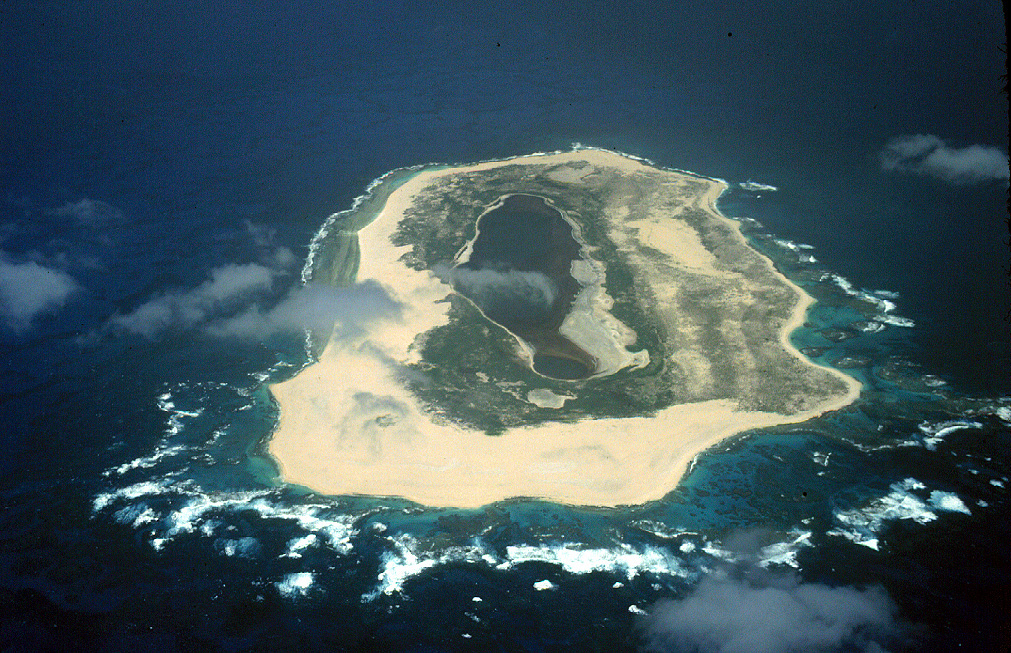
A ilha de Laysan, no arquipélago do Hawaii, é um exemplo de uma ilha baixa.

Ilha baixa é, em geologia e por vezes em arqueologia, uma ilha de origem coralina. O termo aplica-se quer a ilha se tenha formado por sedimentação sobre um recife de coral, quer devido a episódios de levantamento tectónico nessas ilhas. O termo é utilizado para distinguir estas das chamadas ilhas elevadas, de origem vulcânica.
A relevância da compreensão desta distinção é importante, na medida em que existem várias "ilhas elevadas" que não se elevam mais que alguns metros acima do nível do mar (por vezes classificadas de ilhéus). Por outro lado, algumas "ilhas baixas" de coral, como Makatea, Nauru, Niue, Henderson e Banaba foram tectonicamente levantadas algumas centenas de metros acima do nível do mar.
Os dois tipos de ilha são geralmente encontrados na proximidade um do outro, em especial entre as ilhas do Pacífico Sul, onde ilhas baixas são frequentemente encontradas nos recifes de coral que circundam a maior parte das ilhas elevadas. As ilhas que surgem nos anéis de atóis (chamadas de motus na Polinésia Francesa) são deste tipo.
As ilhas baixas têm um solo arenoso e pobre em nutrientes, onde a água potável é muito escassa, tornando a agricultura muito difícil. Não constituem, por isso, um local de habitação tão estável como as ilhas elevadas, pelo que as populações que aí habitam, dedicam-se essencialmente à pesca.

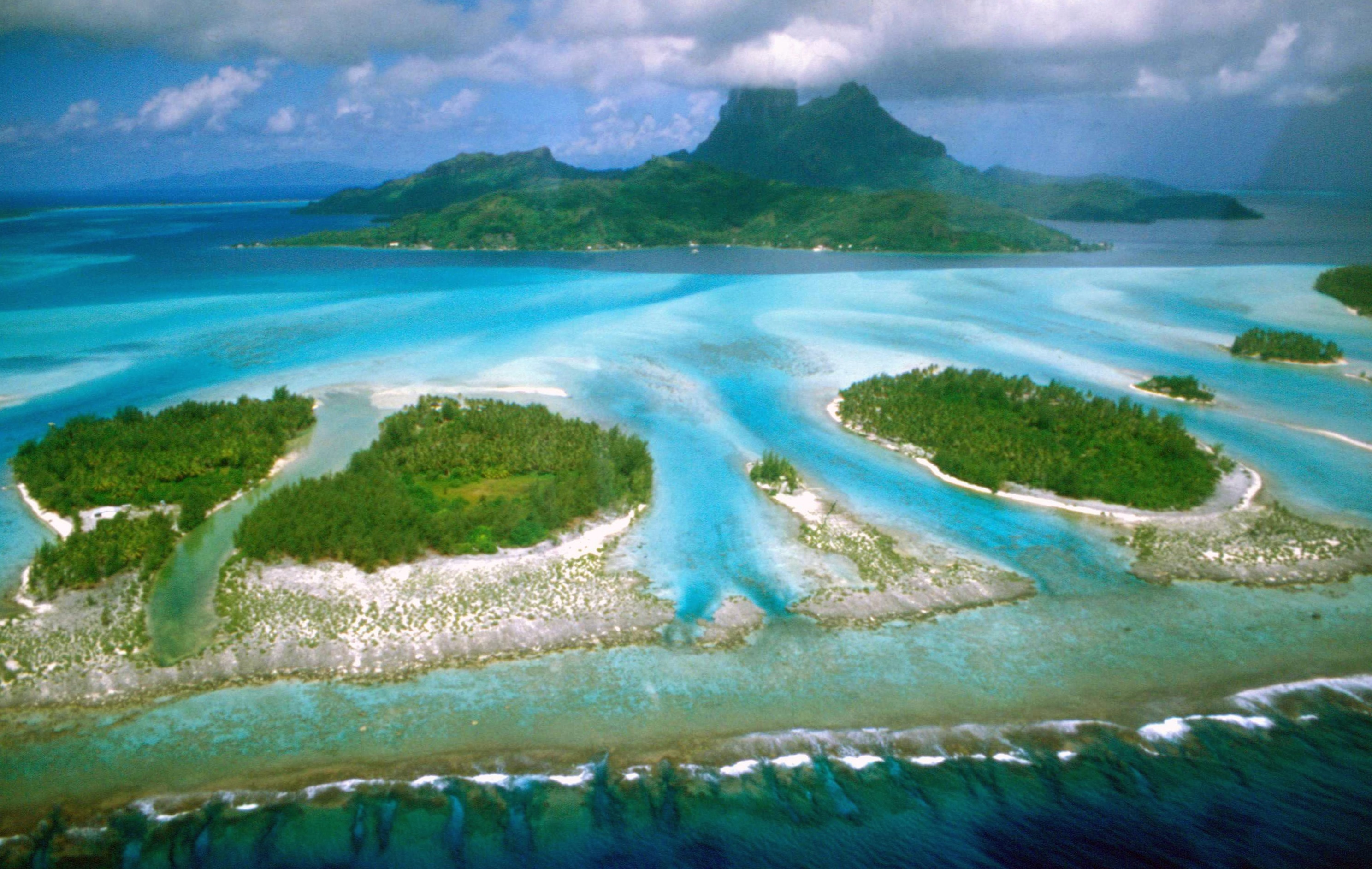
Atol de Bora Bora. Em primeiro plano, as ilhas baixas de coral (motus) que formam o anel do atol. Ao fundo a ilha principal (ilha elevada).